# La Guardia (Toledo)
La Guardia es un municipio y localidad española de la provincia de Toledo, en la comunidad autónoma de Castilla-La Mancha. Cuenta con una población de 2160 habitantes (INE 2024).

## Toponimia
El término «La Guardia» deriva del gótico wardja 'centinela, vigía'. El topónimo procede de tiempos de la Reconquista. Según apunta Madoz, se llamó Guardia «desde que vino a serlo de los cristianos contra las algaradas sarracenas».

## Geografía

### Ubicación
| Noroeste: Huerta de Valdecarábanos | Norte: Dosbarrios          | Noreste: Villatobas      |
| Oeste: Huerta de Valdecarábanos    |                            | Este: Corral de Almaguer |
| Suroeste Villanueva de Bogas       | Sur: Tembleque, El Romeral | Sureste: Lillo           |

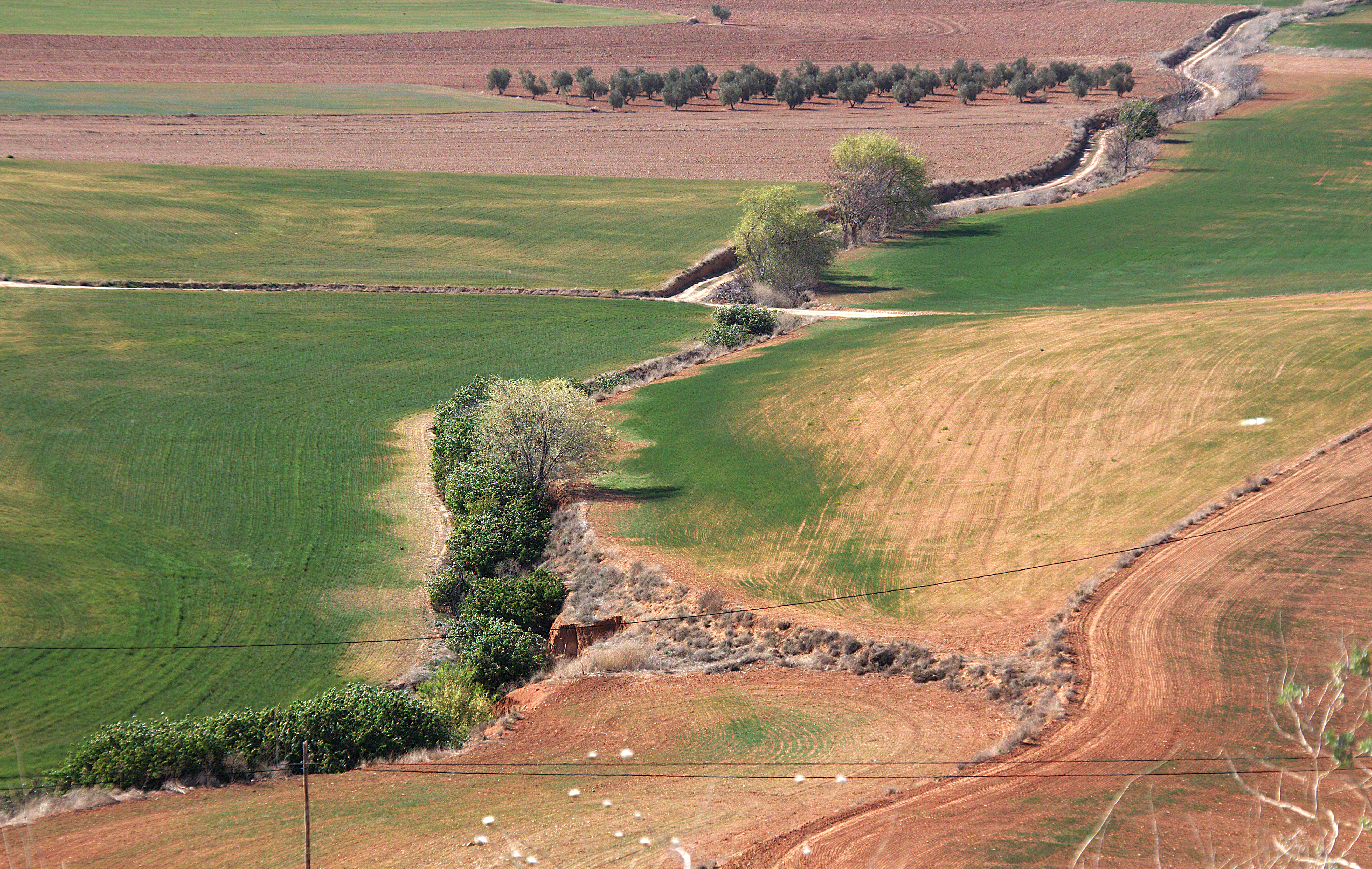
Valle del Cedrón en La Guardia

El municipio se encuentra situado «en lo alto de un cerro». A 54 kilómetros al este de Toledo y a 84 kilómetros de Madrid en plena autovía del Sur. Pertenece a la comarca de la Mesa de Ocaña y «Comprende los despoblados de Casar de Redondeo, Daucos, San Cebrián o Cuartos de la Hoz, Santa María y Villapalomas».
Recorren el término varios arroyos, secos en la mayor parte del año, como Arroyo Cedrón, Vadeláguila y Fuente del Madero.

## Historia
Los restos arqueológicos de este municipio y sus alrededores indican su existencia desde la época de la prehistoria, ocupado por distintos pueblos hasta la conquista romana.
Su situación elevada y clave en el camino de Andalucía le ha dado a lo largo de la historia una importancia especial.
Tras la reconquista, Alfonso VI ordenó tomar esta villa por los Caballeros de San Juan, a cuya Orden perteneció. En 1212 se distinguió en la batalla de Las Navas de Tolosa, otorgándole Alfonso VIII la distinción de sus armas de bordadura azul con ocho aspas de oro, así como el título de la Muy Leal. Años después, Fernando III la donaría a la iglesia de Toledo. Posteriormente fue enajenada, por Felipe II «a favor de los señores Guardiolas y Bazanes».

## Demografía
Cuenta con una población de 2160 habitantes (INE 2024).
| Gráfica de evolución demográfica de La Guardia entre 1842 y 2021                                                      |
| |
| Población de derecho según los censos de población del INE. Población de hecho según los censos de población del INE. |

## Administración
| Periodo   | Nombre                            | Partido                                  |
| --------- | --------------------------------- | ---------------------------------------- |
| 1979-1983 | José Pedraza Morales              | Partido Comunista de España (PCE)        |
| 1983-1987 | Santiago Pérez Charmes            | Partido Socialista Obrero Español (PSOE) |
| 1987-1991 | Santiago Pérez Charmes            | Partido Socialista Obrero Español (PSOE) |
| 1991-1995 | Pedro Orgaz Pasamontes            | Izquierda Unida (IU)                     |
| 1995-1999 | Luis Cabiedas Guzmán              | Partido Socialista Obrero Español (PSOE) |
| 1999-2003 | Luis Cabiedas Guzmán              | Partido Socialista Obrero Español (PSOE) |
| 2003-2007 | Luis Cabiedas Guzmán              | Partido Socialista Obrero Español (PSOE) |
| 2007-2011 | Luis Cabiedas Guzmán              | Partido Socialista Obrero Español (PSOE) |
| 2011-2015 | Francisco Javier Pasamontes Orgaz | Partido Socialista Obrero Español (PSOE) |
| 2015-2019 | Francisco Javier Pasamontes Orgaz | Partido Socialista Obrero Español (PSOE) |
| 2019-2023 | Francisco Javier Pasamontes Orgaz | Partido Socialista Obrero Español (PSOE) |
| 2023-act. | Marta Maroto Leñero               | Partido Popular (PP)                     |

## Patrimonio

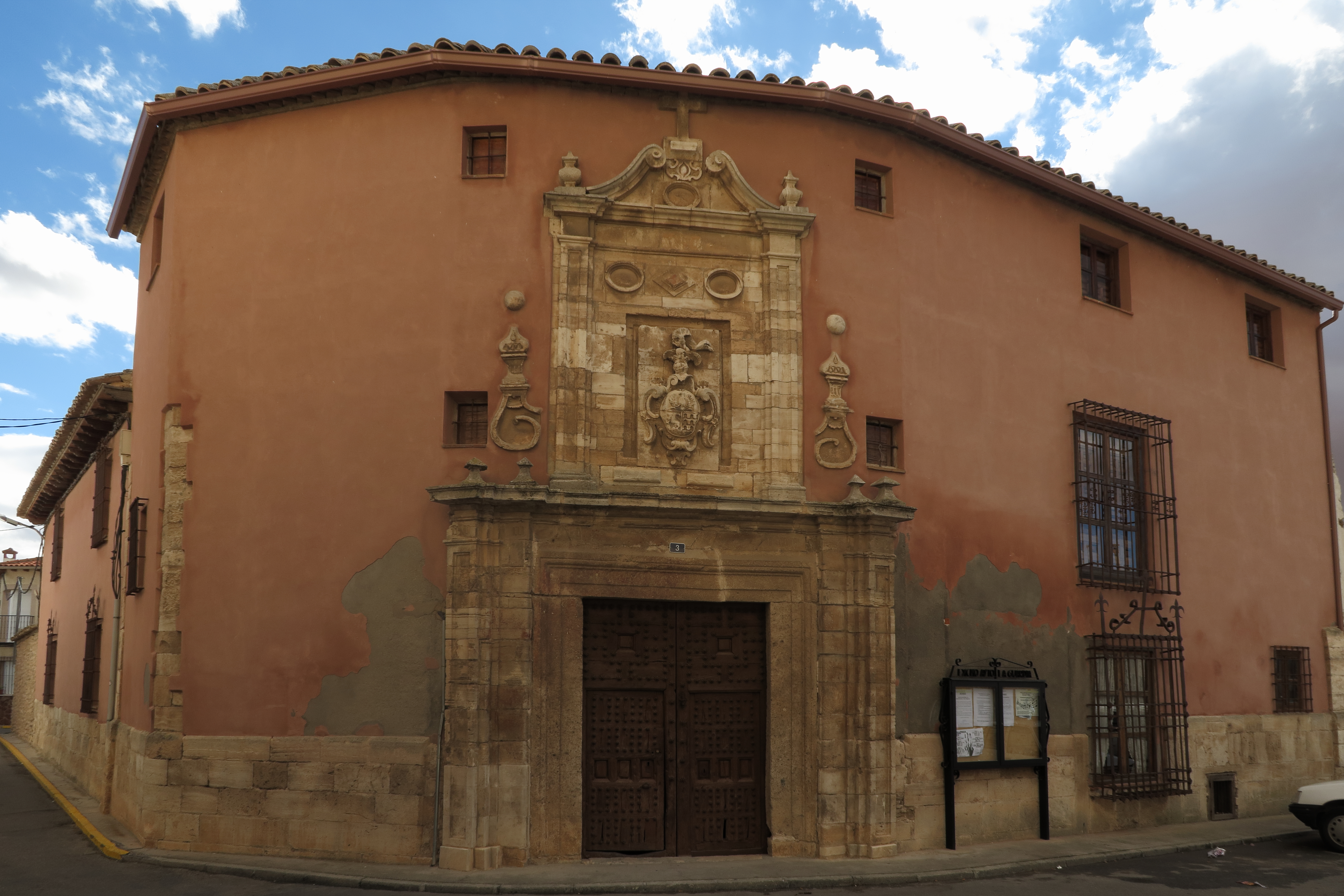
Fachada de la Casa de los Jaenes

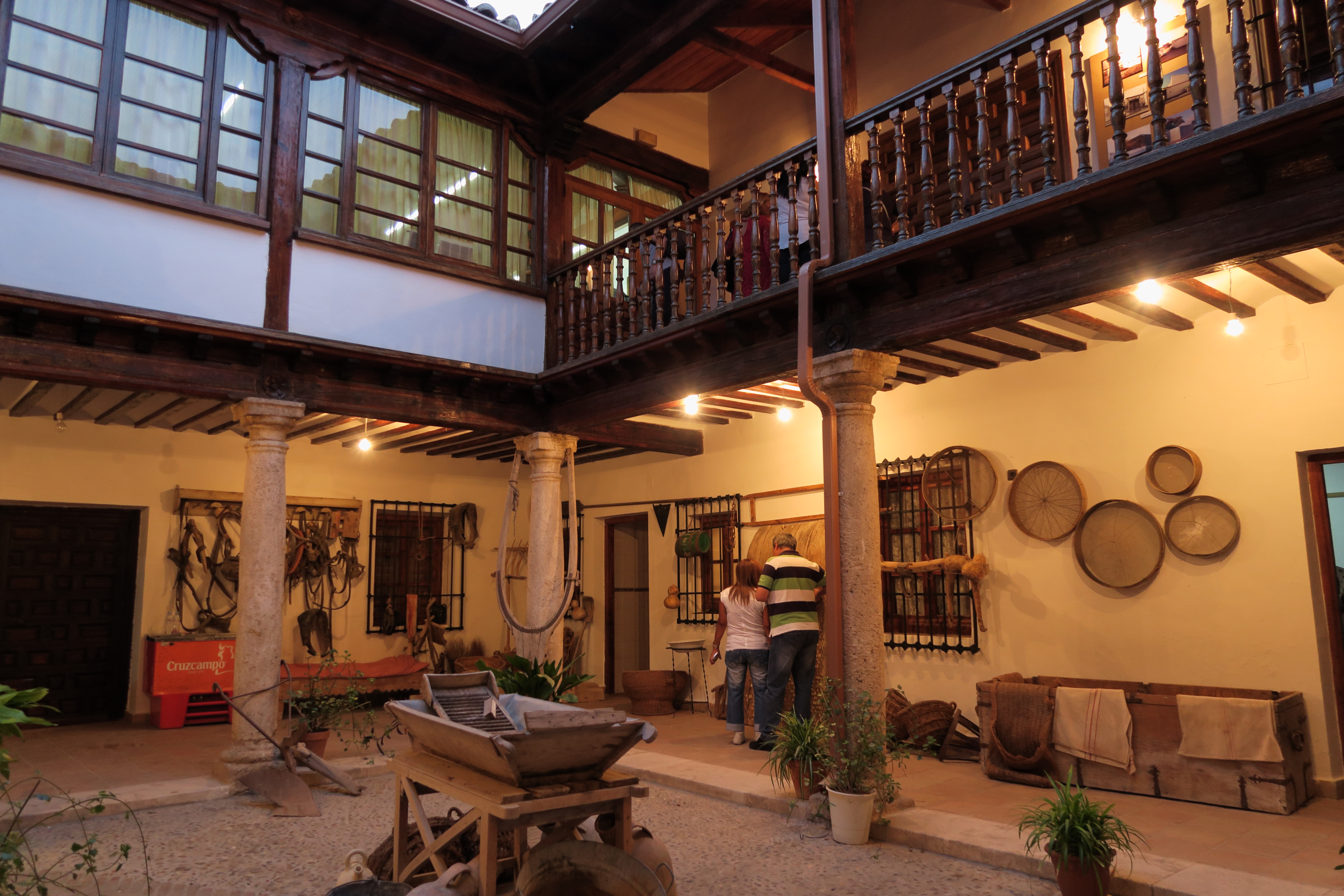
Patio de la Casa de los Jaenes

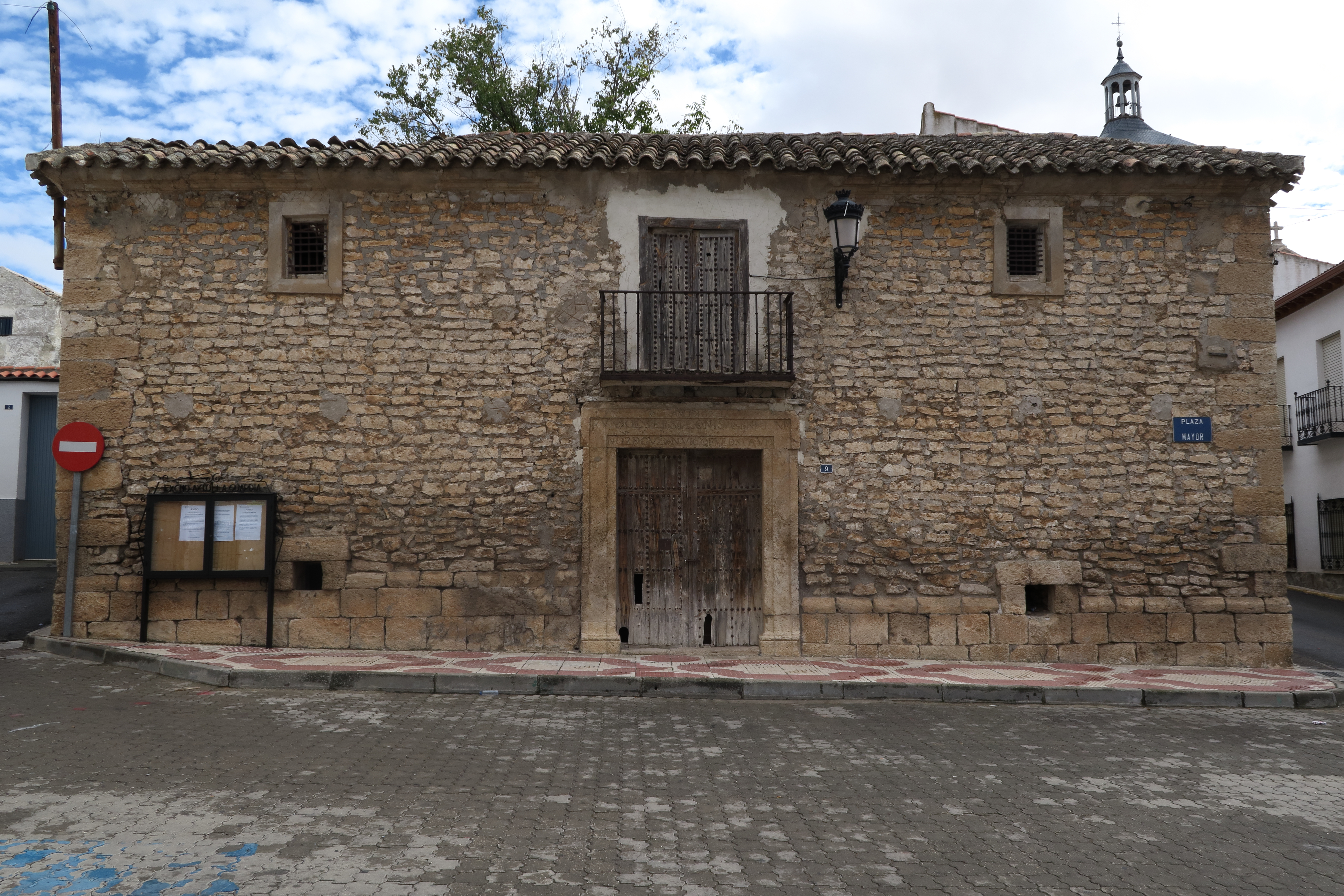
Pósito de La Guardia

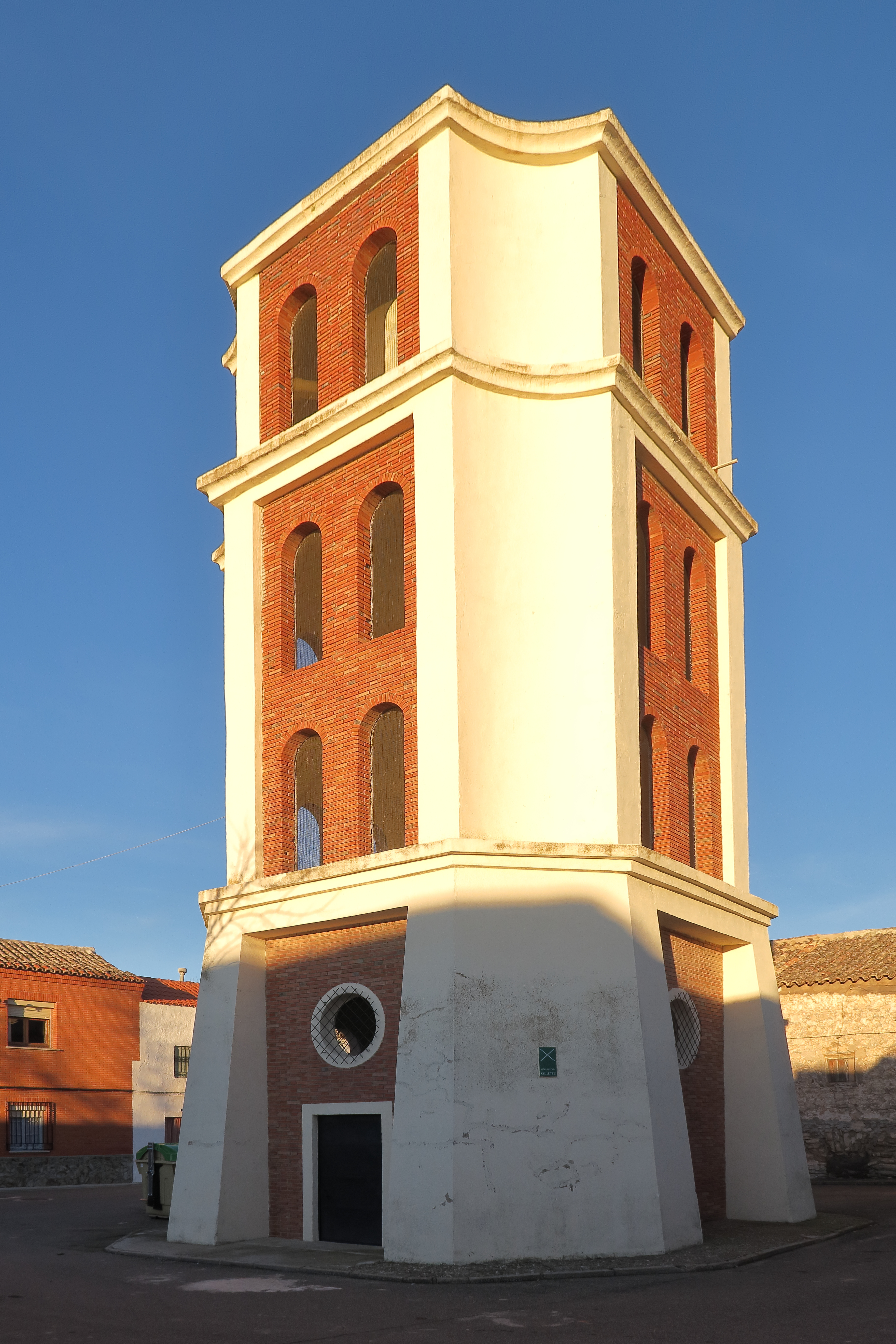
Depósito de agua

- Ermita del Santo Niño, situada a 3 kilómetros del pueblo al norte. Construida en torno al siglo XVI y excavada en la roca caliza.
- Iglesia parroquial de la Asunción. Construida entre los siglos XVII y XVIII.
- Casa de los Jaenes. Del siglo XVII. Actualmente, museo etnológico de la población. Fue declarada bien de interés cultural en 1991.[6]
- Sinagoga de los siglos XV y XVI. Actualmente, ermita de Nuestro Padre Jesús.
- Convento Trinitario, desamortizado. Siglo XVII.
- Resto de ruinas de la antigua muralla que bordeaba a la población.
- Cuevas.
- Pósito. Del siglo XVII. Edificio fundado en 1672 por Gabriel Muñoz de Guzmán para albergar el cereal recogido en la villa. Se encuentra situado en la plaza Mayor.[7]
- Ayuntamiento.
- Bodegas Martúe, con Denominación de Origen de Pago Campo de la Guardia.

## Fiestas
- Semana Santa: Dramatización de la Pasión.[8]
- 15 de mayo San Isidro Labrador.
- Último fin de semana de mayo: Fiestas de Castilla-La Mancha.
- Primer fin de semana de septiembre: Subida Santo Niño de La Guardia, al pueblo desde su ermita.
- Del 23 al 28 de septiembre: Santo Niño.